# (5920) 1992 SX17
(5920) 1992 SX17 (1992 SX17, 1948 TD2, 1953 SO, 1983 HB2, 1990 EG) — астероїд головного поясу, відкритий 30 вересня 1992 року.
Тіссеранів параметр щодо Юпітера — 3,113.